# Пліш Сніжана Ярославівна
Сніжа́на Яросла́вівна Пліш (28 вересня 2002) — українська самбістка і дзюдоїстка. Майстер спорту України.

## Біографія
Народилася в селі Ясень, нині — Калуського району Івано-Франківської області. Займатися боротьбою самбо і дзюдо почала у 2013 році в Рожнятівській ДЮСШ під керівництвом тренера-викладача Романа Матішака. У 2016 році перевелась на навчання до Надвірної у СДЮСШОР «Нафтохімік Прикарпаття», в секцію спортивного самбо, де тренується під керівництвом заслуженого тренера України Євгенія Боднарука.
У 2018 році виборола звання чемпіонки України з дзюдо і того ж року срібло на чемпіонаті світу із самбо у Новий Сад (Сербія) серед кадетів (U16) у вазі до 52 кг.
У 2020 році на чемпіонаті України із самбо стала чемпіонкою у ваговій категорії до 56 кг серед дівчат до 18 років. Того ж року перемогла на молодіжному чемпіонаті світу із самбо у Новий Сад (Сербія).
У 2021 році на молодіжному чемпіонаті світу із самбо у Салоніках (Греція) здобула срібну медаль у ваговій категорії до 54 кг.
У 2024 році на чемпіонаті Європи із самбо у Новий Сад (Сербія) виборола срібну медаль, поступившись у фіналі змагань росіянці Анастасії Луканіній.